# 65803 Didymos

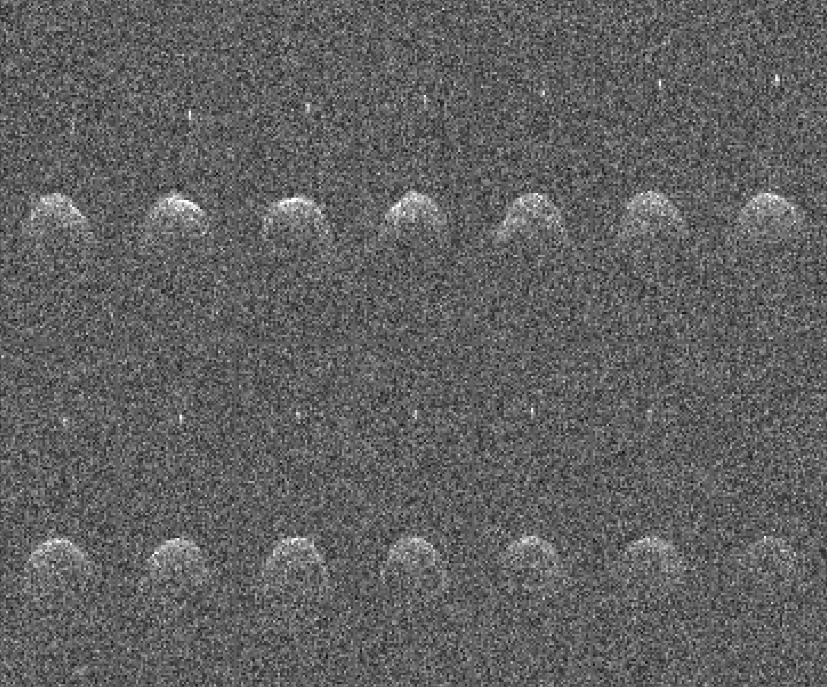
A Didymos és holdja, a Dimorphos radarképei 2003-ból (Arecibo Obszervatórium)

A 65803 Didymos egy bináris kisbolygó, amely a "potenciálisan veszélyes" besorolású Apolló kisbolygók csoportjába tartozik. A kisbolygót 1996-ban fedezte fel a Spacewatch felmérés. 2003-ban pedig felfedezték apró, csupán 160 méteres holdját, a Dimorphost is. Kettős jellege miatt az aszteroidát ekkor Didymosnak nevezték el, ami a görögül ikret jelent.
A Didymos holdja, a Dimorphos volt a célpontja a DART küldetésnek, amelynek célja egy aszteroida becsapódást űreszközzel való ütközéssel megakadályozó rendszer tesztelése volt. Az ütközés 2022. szeptember 26-án sikeresen bekövetkezett. A teljes rendszert a LICIACube, egy elrepülő CubeSat figyelte, és rögzítette a becsapódást.

## Holdja
A Didymos egy bináris rendszert alkot 170 méter átmérőjű holdjával, a Dimorphosszal. A 2003-ban az Ondřejovi Obszervatóriumban felfedezett Dimorphos volt a célpontja a Double Asteroid Redirection Test (DART) nevű NASA űrmissziónak, amely során 2022 szeptemberében szándékosan ütközött a NASA űreszköze a holddal, hogy megváltoztassa annak Didymos körüli pályáját. Az ESA Hera küldetése a tervek szerint 2026-ban érkezik a Didymos rendszeréhez, hogy tovább tanulmányozza az ütközés hatásait a holdra.